# Elie Elkiess
Elie Elkiess est un rabbin français contemporain, responsable de la Cacherout au Consistoire de Paris. En 2011, il devient membre du bureau  de l'Association des rabbins français présidée de droit par le grand rabbin de France. Il est un des dix candidats à l'élection de Grand-rabbin de France du 22 juin 2014.

## Éléments biographiques
Elie Elkiess fait ses études rabbiniques au Séminaire israélite de France (SIF).
Il est élu le mercredi 29 juin 2011, membre du bureau de l'Association du Rabbinat français.

## Candidat au poste de Grand-rabbin de France en 2014
À l'élection du 22 juin 2014, pour le poste de Grand-rabbin de France, Elie Elkiess est un des 10 candidats. Les 9 autres candidats sont: Raphaël Banon, Laurent Berros, Bruno Fiszon, Olivier Kaufmann, Haïm Korsia, Yoni Krief, Meïr Malka, Alain Sénior et David Shoushana,.
Au moment de l'élection, il ne reste plus que 6 candidats,, les autres, dont Elie Elkiess, s'étant retirés.
Sur les 313 électeurs, seulement 233 sont présents (177 électeurs et 56 suppléants). Au premier tour, seulement 227 suffrages sur 233 et au deuxième tour seulement 228 suffrages sur 233 sont exprimés.
Les résultats du premier tour sont les suivants: Haïm Korsia: 94 voix (41,41 %), Olivier Kaufmann: 52 voix (22,90 %), Laurent Berros: 41 voix (18,06 %), Alain Sénior: 32 voix (14,09 %), Meir Malka: 4 voix (1,76 %) et David Shoushana: 4 voix (1,76 %). 
Haïm Korsia est élu Grand Rabbin de France, au deuxième tour, avec 131 voix (57,45 %) contre 97 voix (42,54 %) pour Olivier Kaufmann,.